# Johann Jacob Engel
Johann Jacob Engel (11 de setembro de 1741 - 28 de junho de 1802), foi um filósofo alemão.